# Steve Scalise
Steve Scalise   (Nova Orleans, 6 d'octubre de 1965) és un polític estatunidenc del Partit Republicà que ha estat membre de la Cambra de Representants per Louisiana des del 2008, i hi ha exercit de líder de la majoria o minoria republicana des del 2013. Anteriorment havia estat membre de la Cambra de Representants de Louisiana i del Senat de Louisiana.
El 2017 va ser ferit greument quan un home armat va disparar sobre diversos congressistes i membres del Partit Republicà que es s'entrenaven per un partit benèfic de beisbol contra congressistes demòcrates. El 2023 li va ser diagnosticat un mieloma múltiple, un tipus de càncer de la sang que es va considerar molt tractable i li va permetre seguir amb la seva tasca de líder de la majoria republicana.